# 金缕梅亚纲
金缕梅亚纲 （Hamamelididae）是克朗奎斯特分类法对显花植物分类中采用的一种纲以下、目以上的分类，有时被拼为（Hamamelidae）。共包括11个目。
在其他分类方法中，可能包括不同的目，但都会包括金缕梅科。APG II 分类法中没有亚纲一级的分类，这些植物一般都是包括在蔷薇分支中，其中金缕梅科被分到虎耳草目中。